# Juryj Zacharanka
Juryj Mikalajevitj Zacharanka (belarusiska: Юрый Мікалаевіч Захаранка; ryska: Юрий Захаренко), född 1 januari 1952, försvunnen 9 maj 1999, var en belarusisk militärofficer, politiker och demokratisk aktivist som tjänstgjorde som inrikesminister från 1994 till 1995. Efter hans avgång från ämbetet blev Zacharanka en ledande medlem i den belarusiska oppositionen, vilket ledde till hans påtvingade försvinnande och förmodade död år 1999.

## Biografi

### Privatliv
Zacharanka föddes i den belarusiska staden Vasilievičy i distriktet Retjytski Rajon. Hans föräldrar träffades på ett arbetsläger i Köln, Tyskland, år 1943. Hans far var belarusier medan hans mor var av ukrainskt ursprung. Zacharanka har en dotter med Volha Zacharanka.

### Politisk karriär
Zacharanka var biträdande chef för Sovjetunionens inrikesdepartement för bekämpning av organiserad brottslighet. 1994 utsågs han till Belarus inrikesminister. Den 16 oktober 1995 avskedades han från denna position av president Alexandr Lukasjenko. Zacharanka anslöt sig till oppositionen mot presidenten och valdes till styrelsemedlem för Belarus Enade Medborgarparti. Eftersom Zacharanka hade starkt stöd bland toppofficerare i armén och statens säkerhetskommitté (KGB) betraktades han som en farlig fiende för Lukasjenko.

### Försvinnande
Zacharanka försvann på kvällen den 7 maj 1999. Staten gjorde inga seriösa försök att söka efter honom. Flera år senare flydde den tidigare tjänstemannen Aleh Alkaeu till Tyskland och uppgav att han var vittne till att Zacharanka och flera andra bortförda oppositionsledare mördades på order av högt uppsatta tjänstemän i regeringen. Till minne av de bortförda politikerna och politiska fångarna i Belarus har den belarusiska oppositionen och dess anhängare Solidaritetens dag med Belarus den 16:e varje månad.
I september 2004 utfärdade Europeiska unionen och USA reseförbud för fem belarusiska tjänstemän som misstänks vara inblandade i kidnappningen av Zacharanka: inrikesminister Vladimir Naumov, generalåklagaren Viktor Sjeiman, minister för sport och turism Juri Sivakov samt överste Dmitrij Pavlitjenko.
I december 2019 publicerade Deutsche Welle en dokumentärfilm där Juri Harauski, en tidigare medlem av en specialenhet vid det belarusiska inrikesministeriet med öknamnet "mördartruppen", bekräftade att det var hans enhet som hade kidnappat och mördat Zacharanka, och att de senare gjorde samma sak med Viktar Hantjar och Anatol Krasoŭski.